# The Red Light District
The Red Light District — п'ятий студійний альбом американського репера Лудакріса, випущений 7 грудня 2004 року на лейблах Disturbing tha Peace і Def Jam South. Він дебютував під номером один у чарті Billboard 200 із 322 000 проданих копій за перший тиждень і врешті отримав подвійний платиновий сертифікат RIAA. Назва альбому посилається на квартал червоних ліхтарів в Амстердамі, де процвітає проституція. Компакт-диск супроводжується 41-хвилинним DVD, створеним під час відвідування Лудакрісом кварталу червоних ліхтарів, кімнати для вирощування конопель, «камери» для дорослих, а також записом промо-концерту в Амстердамі, Нідерланди. 

## Список композицій
| Стандартна версія | Стандартна версія                                        | Стандартна версія                                                                          | Стандартна версія          | Стандартна версія |
| #                 | Назва                                                    | Автор                                                                                      | Продюсер(и)                | Тривалість        |
| ----------------- | -------------------------------------------------------- | ------------------------------------------------------------------------------------------ | -------------------------- | ----------------- |
| 1.                | «Intro»                                                  | Christopher Bridges Timothy Mosley                                                         | Timbaland                  | 1:25              |
| 2.                | «Number One Spot»                                        | Bridges James D'Agostino Quincy Jones                                                      | DJ Green Lantern           | 4:34              |
| 3.                | «Get Back»                                               | Bridges Craig Bazile Dominic Bazile Craig Lawson O'Dell Vickers                            | The Medicine Men Tic Toc   | 4:30              |
| 4.                | «Put Your Money» (за участю DMX)                         | Bridges Michael Guy                                                                        | Icedrake                   | 4:13              |
| 5.                | «Blueberry Yum Yum» (за участю Sleepy Brown)             | Bridges Rico Wade Patrick Brown Ray Murray Nayvadius Wilburn                               | Organized Noize            | 3:55              |
| 6.                | «Child of the Night» (за участю Nate Dogg)               | Bridges Nathaniel Hale Damon McDaniels Teena Marie Brockert                                | DK All Day                 | 5:01              |
| 7.                | «The Potion»                                             | Bridges Mosley                                                                             | Timbaland                  | 3:54              |
| 8.                | «Pass Out»                                               | Bridges Khari Cain                                                                         | Needlz                     | 4:21              |
| 9.                | «Skit»                                                   |                                                                                            |                            | 0:55              |
| 10.               | «Spur of the Moment» (за участю DJ Quik та Kimmi J.)     | Bridges David Blake Todd Moore                                                             | LT Moe                     | 4:15              |
| 11.               | «Who Not Me» (за участю Small World та Dolla Boy)        | Bridges Craig King Sheldon Bullock Earl Conyers Mark Morales Darren Robinson Damon Wimbley | Craig King                 | 4:56              |
| 12.               | «Large Amounts»                                          | Bridges Matthew McAllister Lionel Bart                                                     | Vudu                       | 4:33              |
| 13.               | «Pimpin' All Over the World» (за участю Bobby Valentino) | Bridges Jamal Jones Darnley Scantlebury                                                    | Polow da Don Donnie Scantz | 5:29              |
| 14.               | «Two Miles an Hour»                                      | Bridges Aldrin Davis Curtis Mayfield                                                       | DJ Toomp                   | 4:45              |
| 15.               | «Hopeless» (за участю Trick Daddy)                       | Bridges Fred Stamand Maurice Young                                                         | Heazy                      | 5:05              |
| 16.               | «Virgo» (за участю Nas та Doug E. Fresh)                 | Bridges Nasir Jones Salaam Gibbs Douglas Davis                                             | Salaam Remi                | 3:31              |
| 65:22             |                                                          |                                                                                            |                            |                   |

| Версія iTunes у Великій Британії | Версія iTunes у Великій Британії             | Версія iTunes у Великій Британії |
| #                                | Назва                                        | Тривалість                       |
| -------------------------------- | -------------------------------------------- | -------------------------------- |
| 17.                              | «Get Back (Rock Version)» (за участю Sum 41) | 4:13                             |

## Чарти

### Щотижневі чарти
| Чарт (2004)                                  | Найвища позиція |
| -------------------------------------------- | --------------- |
| Australian Albums (ARIA)                     | 54              |
| Australian Urban Albums (ARIA)               | 8               |
| Швейцарія Swiss Albums (Schweizer Hitparade) | 91              |
| Велика Британія UK Albums (OCC)              | 98              |
| США Billboard 200                            | 1               |
| США Top R&B/Hip-Hop Albums (Billboard)       | 1               |
| США Top Rap Albums (Billboard)               | 1               |

### Річні чарти
| Чарт (2005)                           | Позиція |
| ------------------------------------- | ------- |
| US Billboard 200                      | 22      |
| US Top R&B/Hip-Hop Albums (Billboard) | 8       |

## Сертифікації
| Регіон | Сертифікація  | Продажі    |
| --- | ------------- | ---------- |
| Канада (Music Canada)                                                                                            | Золотий       | 50 000^    |
| Велика Британія (BPI)                                                                                            | Срібний       | 60 000     |
| США (RIAA) | 2× Платиновий | 2 000 000^ |
| США (RIAA) Video                                                                                                 | Золотий       | 50 000^    |
| ^відвантаження, що базуються лише на сертифікаціях · продажі+прослуховування, що базуються лише на сертифікаціях |               |            |